# Tryblidioidea
Super-famille
Familles de rang inférieur
- ? Micropilinidae
- Neopilinidae
- † Tryblidiidae

Les Tryblidioidea sont une super-famille de mollusques monoplacophores.

## Liste des familles
Selon ITIS:
- famille Neopilinidae
- famille Tryblidiidae